# Jodi Picoult
Jodi Picoult (19 maggio 1966) è una scrittrice e fumettista statunitense.
Dopo gli studi di scrittura creativa a Princeton, ha lavorato come copywriter, editor ed insegnante di inglese. Nel 2003 ha vinto il New England Bookseller Award for Fiction e nel 2005 il Premio Alex con My Sister's Keeper.
È sposata con Tim Van Leer, conosciuto a Princeton, dal quale ha avuto tre figli, Samantha, Kyle e Jake. Vivono ad Hanover (New Hampshire), assieme a tre cani ed altri animali.
È famosa per aver scritto il romanzo La custode di mia sorella del 2004 da cui è stato tratto omonimo adattamento cinematografico.
Nel 2012 è uscito Incantesimo tra le righe, un romanzo fantasy che Jodi ha scritto insieme alla figlia Samantha.

## Opere
- 1992 – Songs of the Humpback Whale
- 1993 – Harvesting the Heart
- 1995 – Picture Perfect
- 1996 – Mercy
- 1998 – Il Patto (The path; Harper Collins Italia, 2015)
- 1999 – Keeping Faith
- 2001 – Plain Truth
- 2001 – Salem Falls
- 2002 – Perfect Match
- 2003 – Second Glance
- 2004 – La custode di mia sorella (My Sister’s Keeper; TEA, 2007)
- 2005 – Senza lasciare traccia (Vanishing Acts; Corbaccio, 2007)
- 2006 – Il colore della neve (The Tenth Circle; Corbaccio, 2006)
- 2007 – Diciannove minuti (Nineteen minuters; Corbaccio, 2008)
- 2008 – Un nuovo battito (Change of Heart; Corbaccio, 2009)
- 2009 – La bambina di vetro (Handle with Care; Corbaccio, 2010)
- 2010 – Le case degli altri (House Rules; Corbaccio, 2011)
- 2011 – L’altra famiglia (Sing You Home; Corbaccio, 2012)
- 2012 – Incantesimo fra le righe (Between the Lines; Corbaccio, 2013). Scritto con Samantha van Leer.
- 2012 – La solitudine del lupo (Lone Wolf; Corbaccio, 2015)
- 2013 – Intenso come un ricordo (The Storyteller; Corbaccio, 2014)
- 2014 – Leaving (Leaving Time; Corbaccio, 2016)
- 2015 – Off the Page. Scritto con Samantha van Leer.
- 2016 – Piccole grandi cose (Small Great Things; Corbaccio, 2017)
- 2018 – A Spark of Light
- 2020 – Il libro delle due vie (The Book of Two Ways; Fazi, 2020)
- 2021 – Vorrei che fossi qui (Wish You Were Here; Fazi, 2022)